# Тургеновка
Турге́новка (каз. Тургеновка) — село у складі Житікаринського району Костанайської області Казахстану. Адміністративний центр Більшовицького сільського округу.
Інша назва — Тургенєвка.
Населення — 389 осіб (2021; 848 у 2009, 1049 у 1999, 1432 у 1989).